# 3rd Division (Singapur)
Die 3rd Division ist eine Division der Singapore Army.

## Gliederung
Die Division gliedert sich in folgende Verbände:
- 3rd Singapore Infantry Brigade
- 5th Singapore Infantry Brigade
- 24th Singapore Infantry Brigade
- 30th Singapore Infantry Brigade
- 8th Singapore Armoured Brigade
- 3rd Division Artillery
- 3rd Division Support Command
- 3rd Signal Battalion